# 伊巫可
伊巫可（阿美語：Ifok／Ivok），是台灣阿美族馬太鞍部落神話中的神祇之一，主要掌管人吃的食物。

## 身世
伊巫可是神族系譜中第九代神明，她的母親是亡靈引導女神露娜·阿外（Runa awai）、父親是製作占卜器時的需要呼喊的神阿勒孜（Arets），家族可以追溯到第三代的茲洛姆和菈嘎勞。

## 職責
伊巫可掌管著人吃的食物和藥草，她能使水煮沸、確認煮過的東西可不可以吃，所有的動植物都要經過她的確認後才可以安心食用。據說她也是分布較南部的阿美族族群所信奉的主要神祇之一，所以大多數的食物都是從南方傳到北方，且南方族群也有比較多的食物和植物名稱以及取名叫伊巫可的人:133。